# Phyllachora clypeata
Phyllachora clypeata är en svampart som först beskrevs av Ferdinand Theissen, och fick sitt nu gällande namn av Ferdinand Theissen 1915. Phyllachora clypeata ingår i släktet Phyllachora och familjen Phyllachoraceae.   Inga underarter finns listade i Catalogue of Life.